# یواس‌اس یاربرو (دی‌دی-۳۱۴)
یواس‌اس یاربرو (دی‌دی-۳۱۴) (به انگلیسی: USS Yarborough (DD-314)) یک کشتی بود که طول آن ۳۱۴ فوت ۴ ۱⁄۲ اینچ (۹۵٫۸۲ متر) بود. این کشتی در سال ۱۹۱۹ ساخته شد.